# اليران جورج
اليران جورج هو لاعب كرة قدم إسرائيلي في مركز الدفاع، ولد في 15 مارس 1992 في هود هشارون في إسرائيل. شارك مع منتخب إسرائيل تحت 17 سنة لكرة القدم ‏. أما مع النوادي، فقد لعب مع نادي مكابي تل أبيب وهبوعيل حيفا.